# Gugenka
株式会社Gugenka (グゲンカ、英: Gugenka Inc.)は、新潟県新潟市中央区南出来島1-10-7に本社をおくデジタルコンテンツ制作会社である。
XR（VR/AR/MR）など最先端技術を活用した日本アニメのデジタルグッズ制作・販売や、リアルとバーチャルを融合したイベントの企画・制作をするメタバース事業を展開している。
社名の由来は前身となった会社、シーエスレポーターズに立ち上げたXR専属チーム「Gugenka from CS-REPORTERS.INC」（Gugenka ＝ 具現化（可視化））から。
STPRのグループ会社。

## 概略
2000年、前身のシーエスレポーターズが新潟県新潟市に創業（2002年設立）。webサイト制作を中心に、CS（顧客満足）調査やインターネット広告などの業務を行う。2010年以降、東京支社の開設をきっかけとして、海外ドラマや映画のプロモーションに関わり、その過程でAR技術の活用に挑戦する。ARブラウザ「Junaio」を利用したサービスを展開し、会社としてXRに特化したブランドを作ろうと、現在の社名である"Gugenka"というチームを結成。このブランドが大きく成長したため、2021年にXR事業を中心に据えた事業の再編を行い、社名をこのブランド名に変更して現在に至っている。
2024年、2.5次元アイドルグループ「すとぷり」を運営するSTPRが当社の株式を取得し、同社のグループ会社となった。

## 沿革
- 2000年8月 - シーエスレポーターズ創業（2002年4月設立[1]）。
- 2011年6月20日 - 本社を新潟市中央区女沼南から現在地へ移転。
- 2017年2月27日 - 社内のXR専属チーム「Gugenka from CS-REPORTERS.INC」を本格始動。
- 2021年1月1日 - 社名をGugenkaに変更。
- 2024年3月1日 - STPRのグループ会社化。

## 事業内容

### 現在の事業（Gugenka）
| - AIボイス活用 - 3DCG制作 - VRChat契約代行 - 映像・ゲーム制作 | - VR制作 - MR・AR制作 - イマーシブコンテンツ制作 - WebAR |

#### 主な事業
XRデジタルプロダクト専用のメタバースマーケット「XMarket」、デジタルフィギュアビューワーアプリの「HoloModels」、メタバースで使える3DCGアバター制作アプリ「MakeAvatar」を主な事業としている。

##### XMarket
XMarket（エックスマーケット）は、当社が制作したXRデジタルコンテンツを販売している専門ストア。HoloModelsやMakeAvatarに対応し、アニメ公式作品も多数のラインナップが取り揃えられている。また、当社の関わるXR関連イベントの告知も行っている。

##### HoloModels
HoloModels（ホロモデル）は、XMarketで購入したデジタルフィギュアを鑑賞するための当社が提供するアプリ。iOS版が2018年2月24日に、Android版が2019年4月26日にサービス開始された（2021年4月2日より新バージョンにリニューアル。）。本アプリは無料でダウンロードができ、当社のオリジナルキャラクター・東雲めぐのデジタルフィギュアがサンプルとして付属している。
appleのARプラットフォーム「ARKit」（iOS版）、Googleの同プラットフォーム「ARCore」（Android版）を使用して、3DCGで創られたフィギュアを現実の部屋に飾ることができる。様々な機能のスプレーを使って自由に表情やポーズ、サイズを替えられ、現実世界にいるかのような演出で鑑賞、撮影できる。フィギュアによってはボイスを再生できるものもある。
また、デジタルフィギュアを日常的に鑑賞できるよう、専用のディスプレイ「HoloModeLink（ホロモデリンク）」が開発・販売されるなど、周辺機器も新開発されている。
さらに、Meta Quest3 ProやApple Vision Proなどのヘッドマウントディスプレイに対応したアプリ「HoloModels MR」が開発段階であり、現在はベータ版が配布されている。

##### MakeAvatar
MakeAvatar（メイクアバター）は、スマートフォンで簡単に3Dアバターが作れるアプリで2019年4月26日にリリースされた。XMarketで購入したオリジナル衣装や、人気キャラクターのコラボ衣装を組み合わせるだけで簡単にメタバース用オリジナルアバターが作成できる。MakeAvatarで作ったオリジナルアバターは、様々なプラットフォーム（連携サービス（2024年12月現在）：VRChat、VRoid Hub、バーチャルキャスト、DOOR、SHOWROOM、Flipside）と連携することで自分のアバターとして使用が可能になる。

#### 開催イベント
初音ミク 夜空プログラム
新潟まつり内のプログラムにて2023年から当社が主催している初音ミクの公式イベント。人気楽曲「千本桜」に合わせた花火が打ち上げられ、「HoloModels」を使ったAR演出とのコラボが催された。この他、企画展、音楽イベント、オリジナルグッズグッズの販売も行われ、会場に来られない参加者が鑑賞できる特別配信チケットも販売された。

#### その他の事業
LOCALPRESS NIIGATA
前社名の2013年に配信を開始した新潟県初の無料プレスリリースWEBサービス。社名変更後も運営を継続している。
バーチャルタレント事業
東雲めぐのほか、エピト、鈴山八広、天護ねもが当社のバーチャルタレントととして所属していたが2021年に事業中止。以降、左記のタレントらはフリーランスで活動とのこと。

## 組織体制
- 新潟本社制作スタジオ：〒950-0963 新潟県新潟市中央区南出来島1-10-7出来島第一ビル3F
- 東京オフィス：〒103-0007 東京都中央区日本橋浜町3-16-9中央ビルディング2F
- マニラ制作スタジオ：フィリピン共和国マニラ首都圏マカティ市アヤラ通り（英語版）6780ジャカビルディング12F